# 榎本弘
榎本 弘（えのもと ひろし、1931年11月20日 - 2024年3月10日）は、日本の経済学者、青山学院大学名誉教授。

## 生涯
北海道生まれ。1954年青山学院大学経済学部卒、1956年同大学院修士課程修了、鹿児島経済大学講師、青山学院大学経済学部講師、助教授、教授。2001年定年、名誉教授。
2024年3月10日に間質性肺炎のため死去。92歳没。

## 著書
- 『消費の経済理論 家計行動の基礎原理』労働法学研究所 1957
- 『近代経済学入門 新版』高文堂出版社 1969
- 『現代価格理論の基礎構造 ミクロ経済学原理』好学社 1971
- 『消費経済理論の基礎』高文堂出版社 1971
- 『現代の経済学』高文堂出版社 1973
- 『マクロ分析の経済学』白桃書房 1975
- 『近代経済学講義』明玄書房 1983
- 『価格理論 市場形態と市場均衡』高文堂出版社 経済学全書 1984
- 『イエスをめぐる群像 聖書のなかの人々』高文堂出版社 1993
- 『イエスと歩む人生 ここに愛がある』高文堂出版社 1996

### 共著
- 『近代経済学入門』都通一夫共著　高文堂出版社 1967
- 『所得・貨幣・経済成長』中山靖夫,中本博皓共著 高文堂出版社 1972
- 『近代経済学講義』富田洋三、藤田宣隆、片岡晴雄、関谷登、都通一夫共著 ミネルヴァ書房 1976
- 『国民経済と財政 財政学入門』岩元浩一共著 高文堂出版社 1988

### 翻訳
- アルバート・M.レバンソン, バベット・S.ソロン『現代の価格理論』伊藤久秋共訳 勁草書房 1966
- クリフォード・ジェームズ『経済学』笹本弥太郎共訳 白桃書房 1971-72